# Rosalie Loveling
Rosalie Loveling (Nevele, 1834 – Nevele, 1875) è stata una scrittrice olandese.
Sorella di Virginie Loveling, anch'ella scrittrice, risentì dell'influsso del celebre poeta tedesco Klaus Groth, che la portò a pubblicare Gedichten (1870) e Novellen (1874) in collaborazione con la sorella.